# Cryptocellus brignolii
Cryptocellus brignolii är en spindeldjursart som beskrevs av James Cokendolpher 2000. Cryptocellus brignolii ingår i släktet Cryptocellus och familjen Ricinoididae. Inga underarter finns listade i Catalogue of Life.